# Beilschmiedia novoguineensis
Beilschmiedia novoguineensis är en lagerväxtart som beskrevs av Teschn.. Beilschmiedia novoguineensis ingår i släktet Beilschmiedia och familjen lagerväxter. Inga underarter finns listade i Catalogue of Life.